# Ethemon iuba
Ethemon iuba är en skalbaggsart som beskrevs av Dilma Solange Napp och Martins 2006. Ethemon iuba ingår i släktet Ethemon och familjen långhorningar. Inga underarter finns listade i Catalogue of Life.